# Hansel Camacho
Hansel Enrique Camacho Santos (geb. 23. Juli 1956 in Quibdó, Kolumbien) ist ein kolumbianischer Salsamusiker, Schauspieler und Komponist.

## Leben
Hansel Camacho wurde im Viertel La Yesquita in Quibdó, der Hauptstadt des kolumbianischen Departamento del Chocó geboren. In seiner Jugend strebte Camacho zunächst eine Fußballkarriere im Verein América de Cali an, entschied sich aber dann für eine musikalische Laufbahn. Auf einem Gesangswettbewerb in Quibdo gewann er den Preis Canalete de Oro. 1985 unterschrieb er mit der Gruppe Changó einen Plattenvertrag bei Sony Music und hatte mit dem Titel „Pretenciosa“ seinen ersten nationalen und internationalen Hit. In der Telenovela Amar y Vivir erhielt Hansel Camacho eine kurze Rolle, welche den TV-Produzenten Carlos Mayolo auf ihn aufmerksam machte und ihn einen Auftritt in der sehr erfolgreichen Serie „Azúcar“ gab.
Als Schauspieler gewann Camacho mehrere Preise wie den Simón Bolívar Preis, La Mejor Actor Revelación und La Mejor Música para Seriados. Camacho spielte in weiteren Serien wie „La Mujer Doble“, „La Potranca Zaina“ und „Señora Isabel“. In dieser Zeit hatte er auch seinen größten Salsahit „Verdades“, welcher in Kolumbien und im Ausland zu einem großen Erfolg wurde.
Zu seinen größten Hits gehören unter anderem „Gracias Amor (Por Los Bellos Momentos)“, „Me Coquetea“, „Cuando Estoy Junto a Ti“ und „A Pesar de la Distancia“.

## Diskografie
- Sin Perder La Fé (2006)
- Hansel Camacho
- A Mí Manera
- El Sol Brilla Para Todos
- Su Historia Musical
- Gracias A Dios